# Bellator 219
Bellator 219: Awad vs. Girtz è stato un evento di arti marziali miste tenuto dalla Bellator MMA il 29 marzo 2019 al Pechanga Resort & Casino di Temecula negli Stati Uniti.

## Risultati
|                   | Divisione              |                  |           |                    | Metodo                                        | Round     | Tempo     | Premio    |
| Main Card         | Main Card              | Main Card        | Main Card | Main Card          | Main Card                                     | Main Card | Main Card | Main Card |
| ----------------- | ---------------------- | ---------------- | --------- | ------------------ | --------------------------------------------- | --------- | --------- | --------- |
|                   | Pesi leggeri           | Brandon Girtz    | batte     | Saad Awad          | Decisione unanime (29–28, 30–27, 29–28)       | 3         | 5:00      |           |
|                   | Pesi leggeri           | Daniel Straus    | batte     | Shane Kruchten     | Sottomissione (rear-naked choke)              | 1         | 3:53      |           |
|                   | Pesi welter            | Andrey Koreshkov | batte     | Michael Jasper     | Decisione unanime (30–27, 30–27, 30–27)       | 3         | 5:00      |           |
|                   | Pesi medi              | Joe Schilling    | batte     | Keith Berry        | Decisione unanime (30–26, 30–26, 30–26)       | 3         | 5:00      |           |
| Card Preliminare  |                        |                  |           |                    |                                               |           |           |           |
|                   | Pesi welter            | Joey Davis       | batte     | Marcus Anthony     | KO (pugni)                                    | 1         | 4:21      |           |
|                   | Pesi mediomassimi      | Dalton Rosta     | batte     | Cody Vidal         | Sottomissione verbale (infortunio)            | 1         | 1:06      |           |
| Card Postliminare |                        |                  |           |                    |                                               |           |           |           |
|                   | Pesi leggeri           | Sunni Imhotep    | batte     | Eugene Correa      | KO (pugno)                                    | 1         | 0:44      |           |
|                   | Pesi gallo             | Ricky Furar      | batte     | Roman Puga         | KO tecnico (stop medico)                      | 2         | 5:00      |           |
|                   | Catchweight (175 lbs.) | John Mercurio    | batte     | Johnny Cisneros    | Decisione maggioritaria (28–28, 29–28, 29–28) | 3         | 5:00      |           |
|                   | Pesi leggeri           | Darren Smith     | batte     | Joshua Jones       | KO (pugno)                                    | 1         | 0:34      |           |
|                   | Pesi piuma femminili   | Janay Harding    | batte     | Marina Mokhnatkina | Decisione unanime (29–28, 29–27, 29–28)       | 3         | 5:00      |           |
|                   | Pesi welter            | David Rickels    | batte     | A.J. Matthews      | KO tecnico (pugno)                            | 2         | 3:24      |           |
|                   | Pesi gallo             | Shawn Bunch      | batte     | Dominic Mazzotta   | Decisione unanime (30–27, 29–28, 30–27)       | 3         | 5:00      |           |